# Agonoxena argaula
Agonoxena argaula är en fjärilsart som beskrevs av Edward Meyrick 1921. Agonoxena argaula ingår i släktet Agonoxena och familjen märgmalar, Agonoxenidae. Inga underarter finns listade i Catalogue of Life.